# 寂光院 (犬山市)
寂光院（じゃっこういん）は、愛知県犬山市にある真言宗智山派の寺院。山号は継鹿尾山（つがおざん）。継鹿尾山八葉蓮台寺寂光院（つがおざんはちようれんだいじじゃっこういん）と号する。通称継鹿尾観音（つがおかんのん）。紅葉で有名なことから「もみじでら」ともよばれる。
本尊は千手観音、随求堂の本尊は大随求菩薩である。

## 歴史
寺伝によると、白雉5年（654年）に孝徳天皇の勅願により南都元興寺の道昭和尚の手によって建立、支院18、寺領500石を有する盛大な寺であった。永禄8年（1565年）には織田信長が参詣の折り、清洲城の鬼門鎮護の霊刹として黒印50石、山林50町歩を寄進。江戸時代も寺領を持ち続けた。現在は寺域33万㎡（10万坪）を有する。
2014年（平成26年）10月には愛知登文会によって、愛知県内の37件の登録有形文化財の特別公開（後のあいたて博）が初めて行われたが、この際には寂光院も公開の対象となった。

## 札所
- 尾張西国三十三観音霊場第三十三札所（満願霊場）
- 尾張三十三観音霊場第二十番札所
- 東海百観音霊場第二十番札所
- 東海三十六不動尊霊場第二番札所
- 尾張三弘法霊場
- 七福神特別霊場

## 境内
参道は全て東海自然歩道。境内全域は飛騨木曽川国定公園に含まれている。
本堂 - 本尊：千手観世音菩薩（秘仏）
現在の本堂は明治12年（1879年）、12代当主の時代に再建された。桁行5間、梁間5間、寄棟造、正面1間向拝付、桟瓦葺で、4周に切目縁を廻す。前2間分を吹放しで小組格天井の外陣とし、後方の内陣には禅宗様須弥壇を構え、厨子を置く。軸部は円柱で、組物は出組とする。装飾を押さえた伝統的形式になる本格的な仏堂建築。平成17年（2005年）に国の登録有形文化財に登録されている。本尊の千手観音は秘仏で60年に一度の甲子年に限って開帳される。最近では大正15年（1926年）、昭和59年（1984年）に開帳があり、例外として「平成大修理」落慶記念で平成22年（2010年）にも開帳されている。秘仏千手観音厨子の「お前立ち」の像は南北朝時代の作とされている。
随求堂 - 本尊：大随求菩薩（秘仏）
文化2年銘の擬宝珠、内部柱に天保年間の墨書があることなどから、文化2年の建築と思われる。本堂西に東面して建ち、渡廊下で結ばれる。桁行5間、梁間3間、一軒、入母屋造、桟瓦葺で、4周に擬宝珠高欄付の切目縁を廻す。軸部は角柱で床下部を高くつくり、縁を絵様付持送り板で受ける。側廻りに蔀戸を多用した住宅風の外観は籠堂の性質を示している。平成17年（2005年）に国の登録有形文化財に登録されている。
弁天堂
本堂北方の高所にある。弁天像台座裏に文政3年（1820年）の墨書銘があるので同時期の建築と考えられる。ほぼ正六角形の平面をもつ小堂で、前半を吹放しで板床張の見世棚風とし、中央境に格子戸を設け、後方を板壁で囲った内陣とする。柱や屋根を六角形につくり、天井の棹や垂木は放射状に配る。平成17年（2005年）に国の登録有形文化財に登録されている。
薬医門
山門は継鹿尾（つがお）山麓の西側に位置し、庫裏（くり）の正門である。棟札により、天保7年（1836年）に尾張藩御大工の竹中泉正敏により建築されたことが分かる。一間一戸薬医門（やくいもん）で左右に袖塀（そでべい）、潜戸一戸付、二軒繁垂木、切妻屋根、桟瓦葺である。男梁（おばり）を本柱上の冠木（かぶき）から控柱まで架け渡し、両端に出三斗組（でみつとぐみ）、中央に平三斗組（ひらみつとぐみ）を配して、虹梁（こうりょう）を支持し、大瓶束大斗実肘木（たいへいづかだいとさねひじき）で化粧棟木（けしょうむなぎ）を支え、牡丹の笈形（おいがた）を付ける。扉は八双金物（はっそうかなもの）、乳金物（ちかなもの）、菱形鋲（ひしがたびょう）を打ち、冠木上中央に群猿の彫刻を置き、女梁（めばり）、男梁（おばり）は絵様木鼻付き、背面側虹梁上には龍の彫刻を配する。屋根は現在桟瓦を載せているが、当初は本瓦葺きであった。平成17年（2005年）に国の登録有形文化財に登録されている。

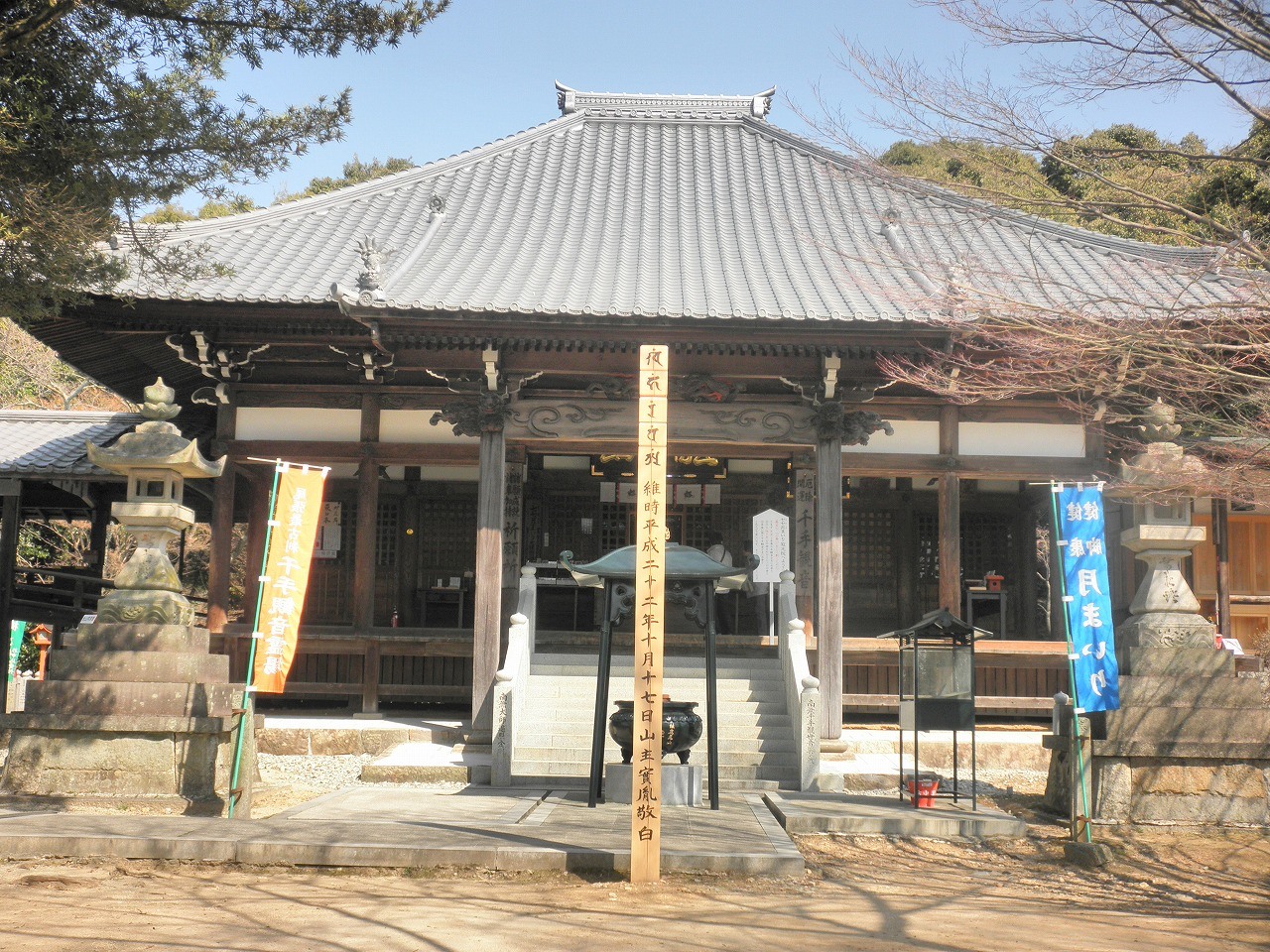
本堂（2011年3月）
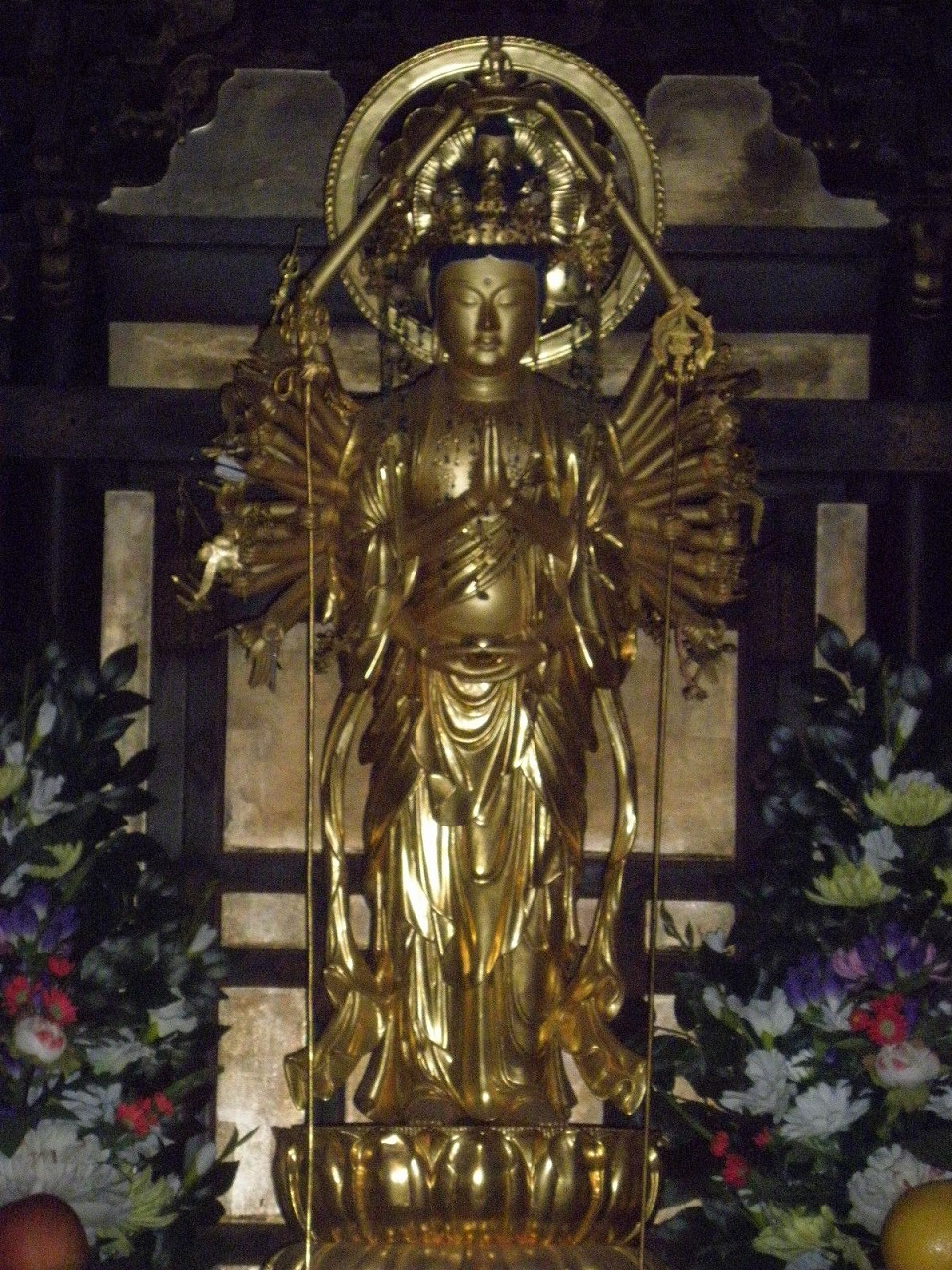
お前立ち千手観音（2011年3月）
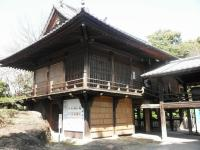
随求堂（2011年3月）
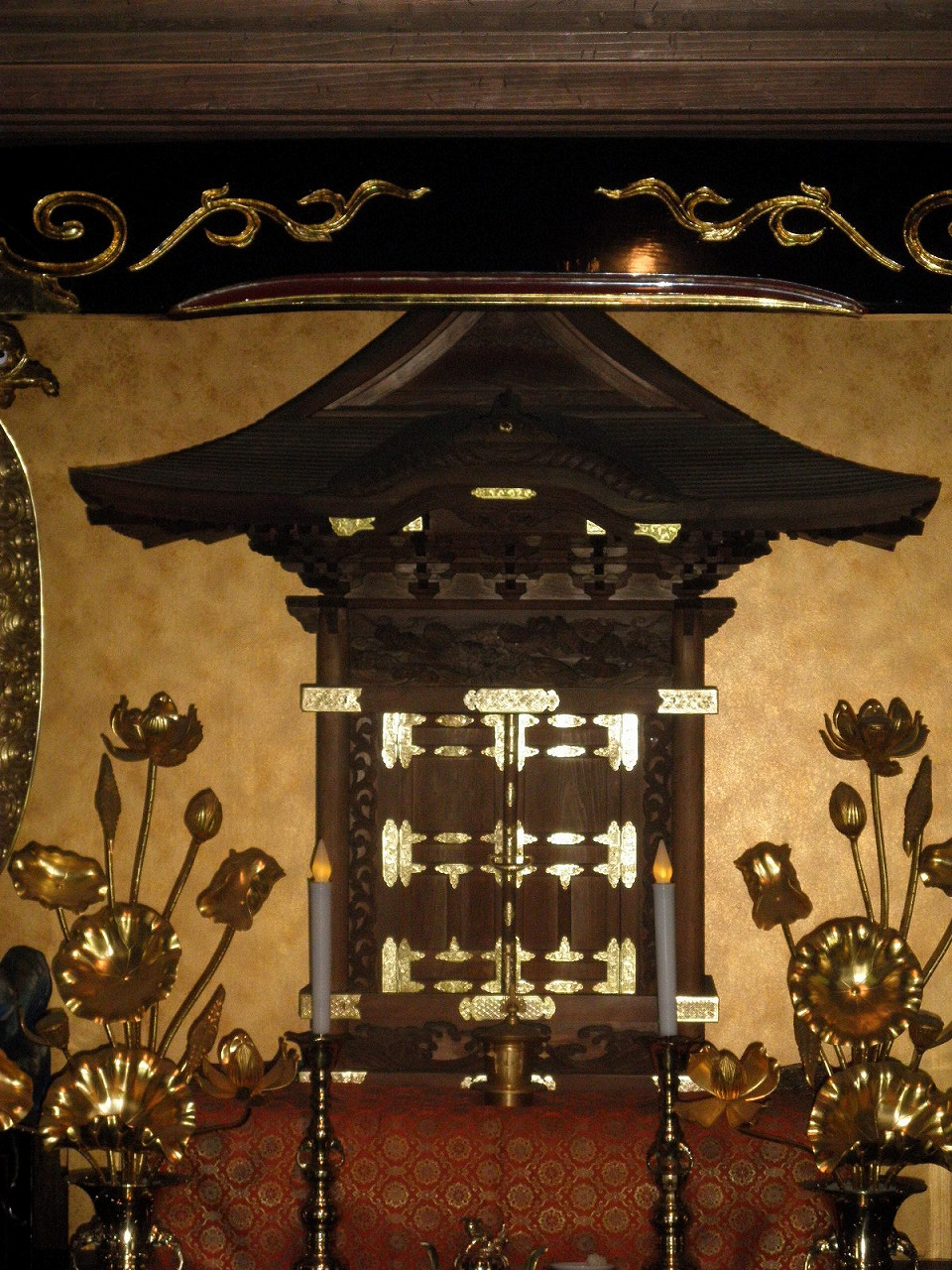
大随求菩薩厨子（2011年3月）
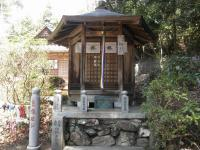
弁天堂（2011年4月）
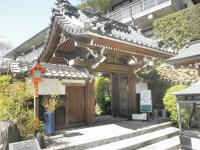
薬医門（2011年4月）
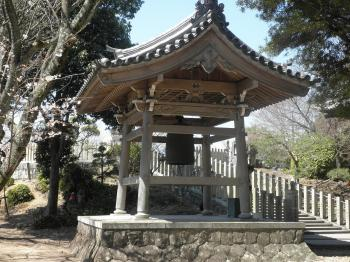
願いの鐘（2011年4月）
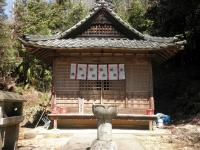
馬鳴堂（2011年4月）
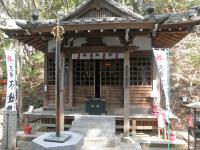
不動堂（2011年4月）
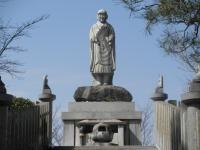
筆弘法大師（2011年4月）

## 文化財

### 犬山市指定文化財
- 千手観音二十八部衆像
- 道昭和尚画像
- 織田信長画像
- 継鹿尾山図

### 登録文化財
- 本堂
- 随求堂
- 弁天堂
- 山門(薬医門)

## 月例行事
- 毎月5日 - 七七月まいり月例縁日（大随求尊縁日）大護摩祈祷
- 毎月18日 - 七七月まいり月例縁日（千手観音縁日）大護摩祈祷
  - 七七月まいりとは寂光院の参拝方法で、毎月一回七ヶ月参拝を七回繰り返すこと。
  - 参拝の作法は護摩木を手に随求堂の回廊を右廻りに三回巡礼する。
- 毎月第2日曜日 - やすらぎ説法

## 年中行事
- 1月1日 - 初詣
- 1月5日 - 初えびす
- 1月18日 - 初観音祈願会（三大祭）。新年初めての観音縁日で最多功徳日を指す。
- 2月1日 - 厄除祈願会
- 3月5日 - 秘仏観音おいただき（三大祭）。参詣者の両掌の上に千手観音菩薩をいただく法要のことである。
- 3月春分の日 - 春彼岸会
- 5月18日 - お写経総供養
- 8月9日 - 九万九千日功徳万倍日（三大祭）。この日に参拝すると九万九千日分の功徳が得られるという。
- 9月秋分の日 - 秋彼岸会
- 11月第2土曜日から12月第2日曜日 - もみじまつり
- 12月31日 - 除夜の鐘

## 住職
- 松平實胤

## 観光名所として
別名「尾張のもみじ寺」と親しまれる紅葉の名所。10万坪の広い境内には約1000本のイロハモミジやカエデ類が立ち並び、全参道が東海自然歩道に指定されている。

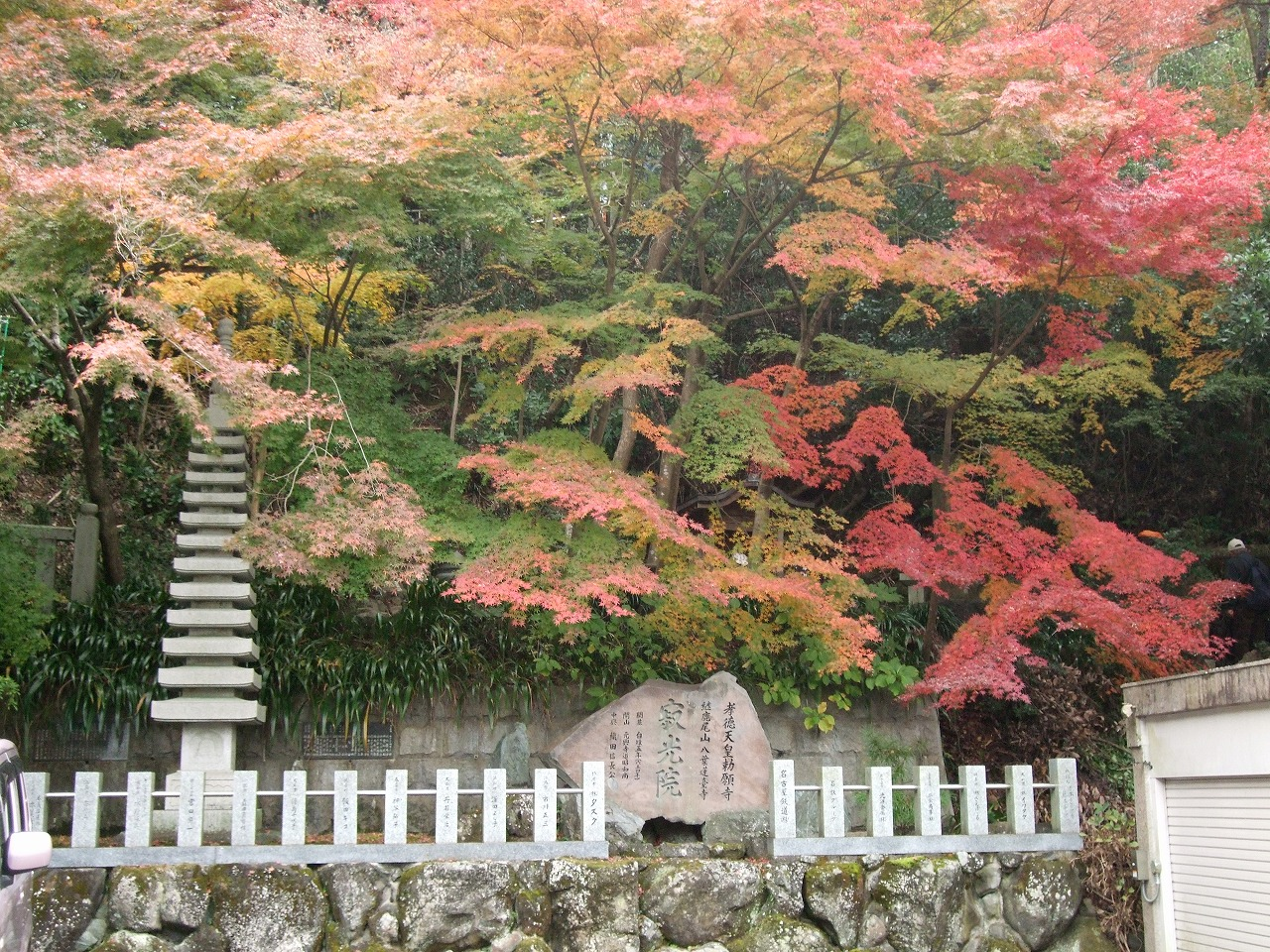
紅葉風景（2009年11月）
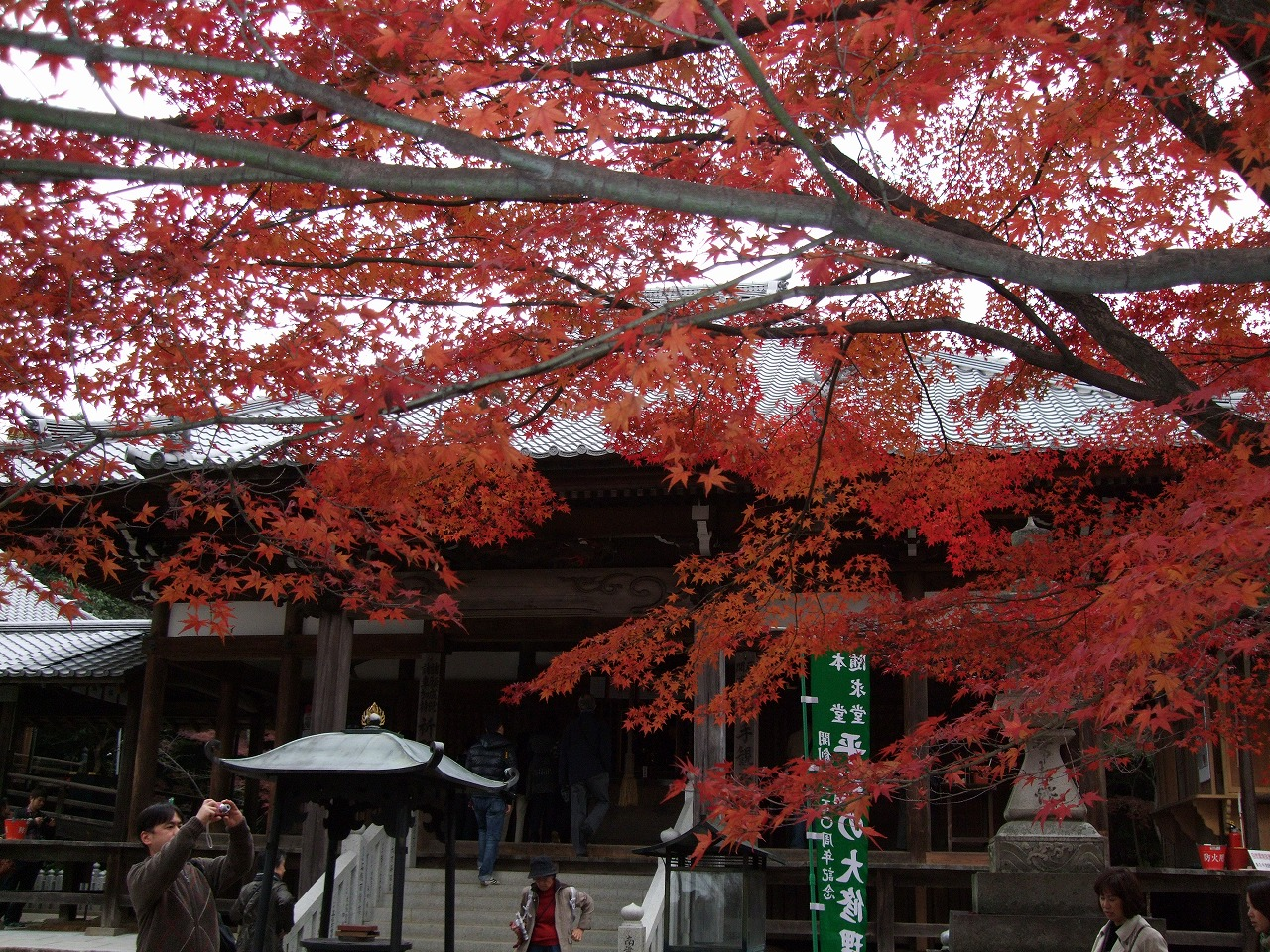
紅葉風景（2009年11月）
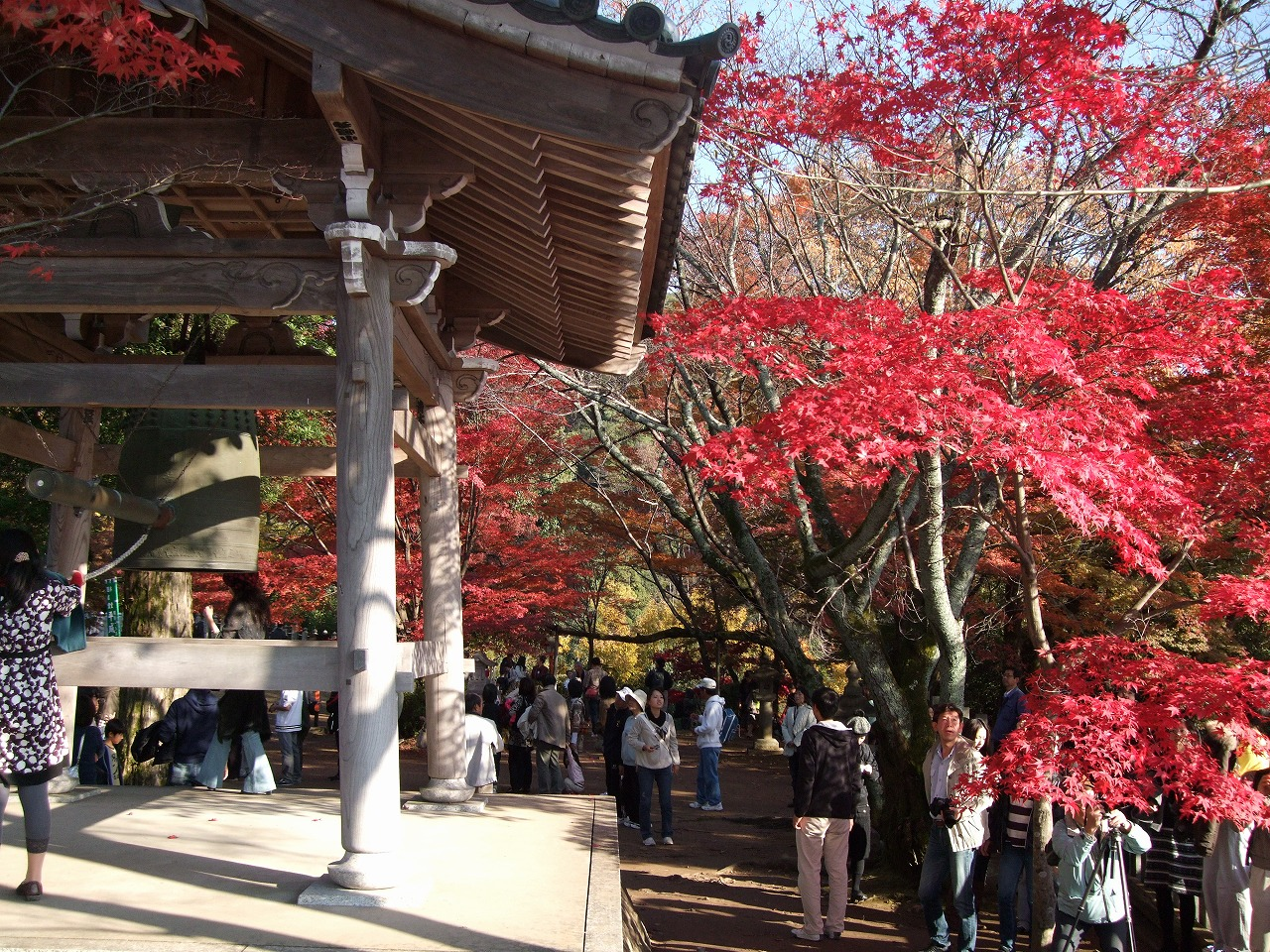
紅葉風景（2009年11月）

春の桜（ソメイヨシノ、ヤマザクラ）・しゃが、初夏からの青モミジと四季折々の風情がある。

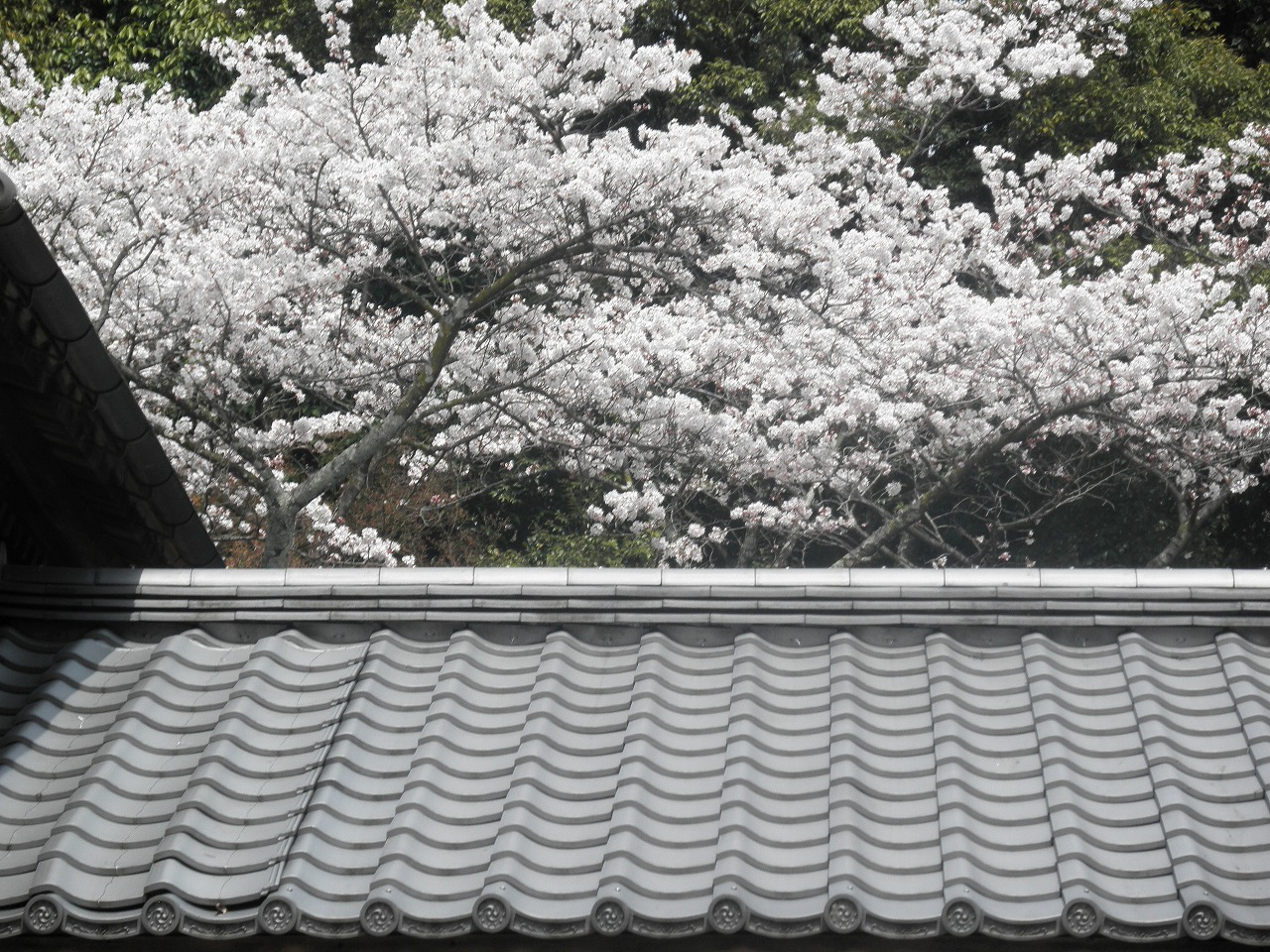
山上の桜（2011年4月）
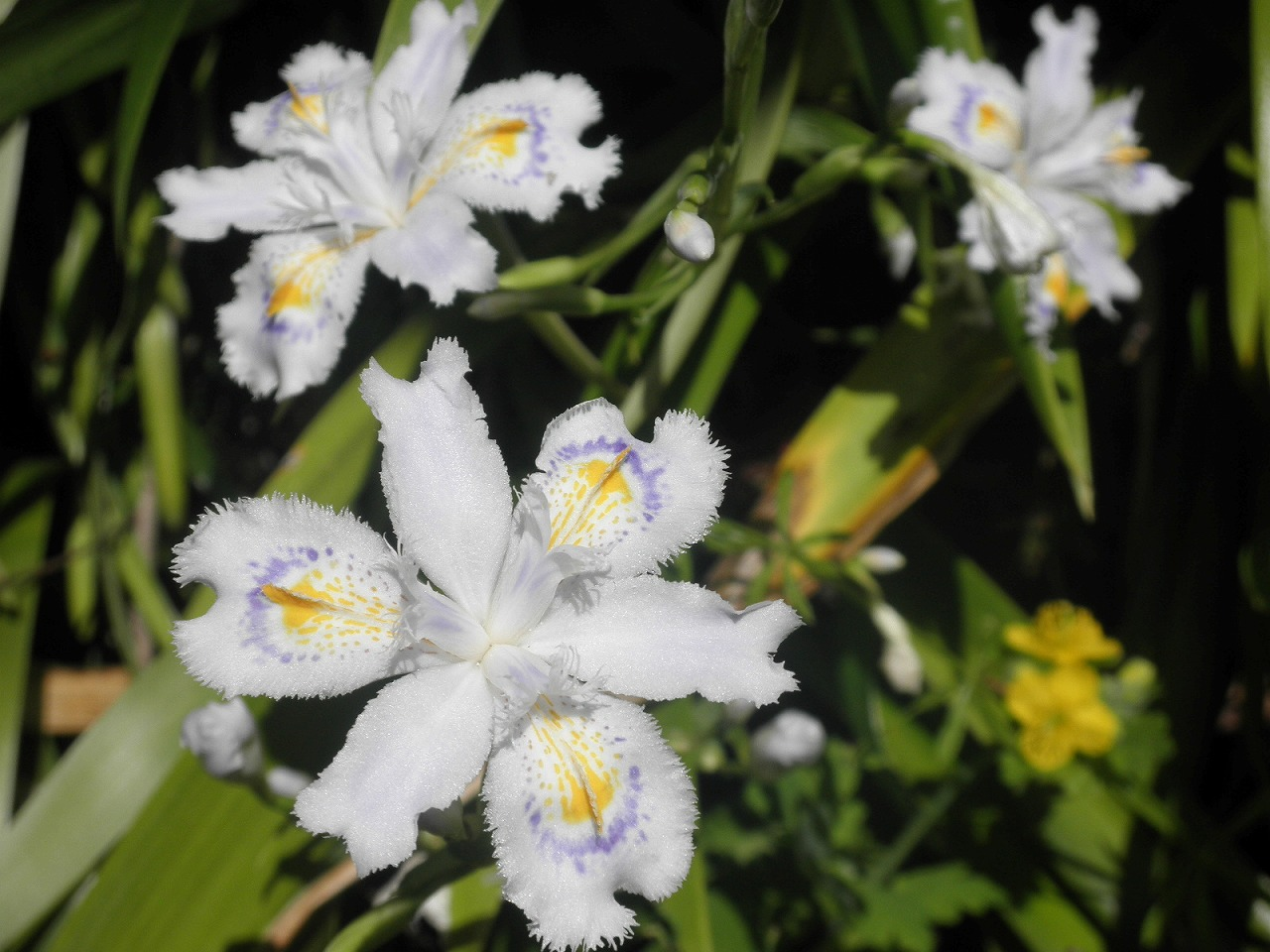
参道のしゃが（2011年4月）
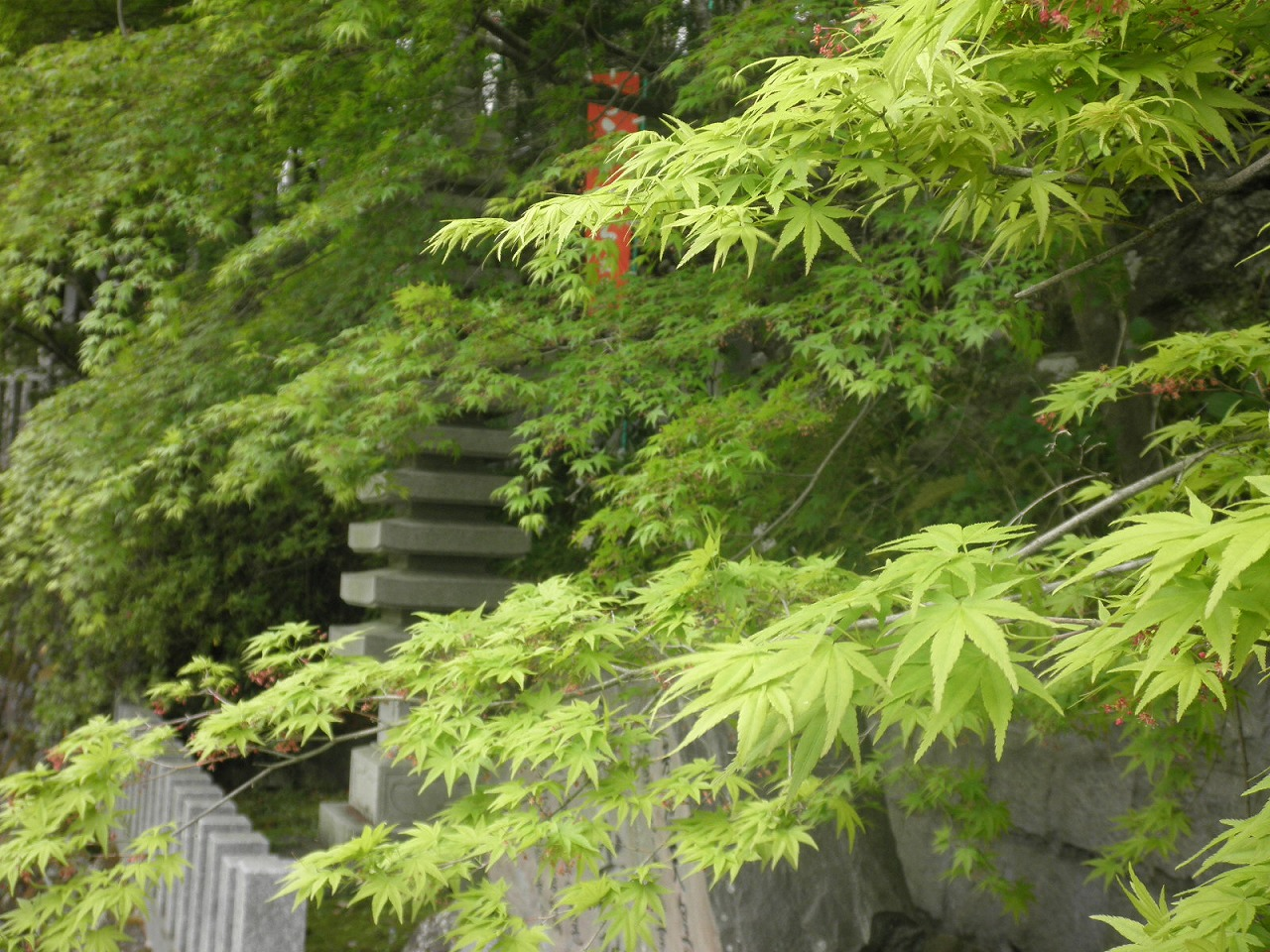
青もみじ（2011年5月）

山上展望台からは、犬山城、小牧城、名古屋ツインタワービルを望むことができる。

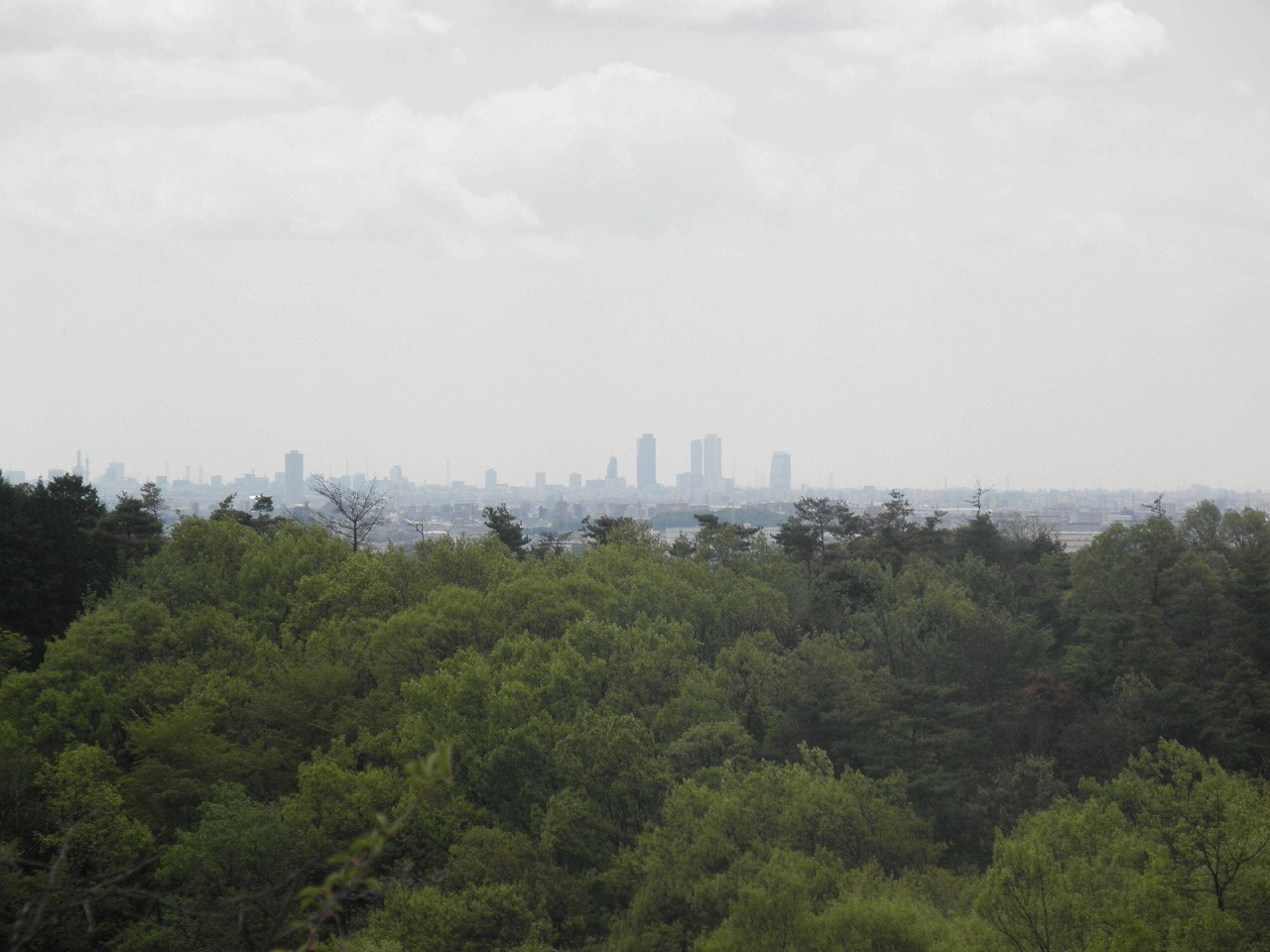
山上展望台から名古屋ツインタワービルを望む（2011年4月）
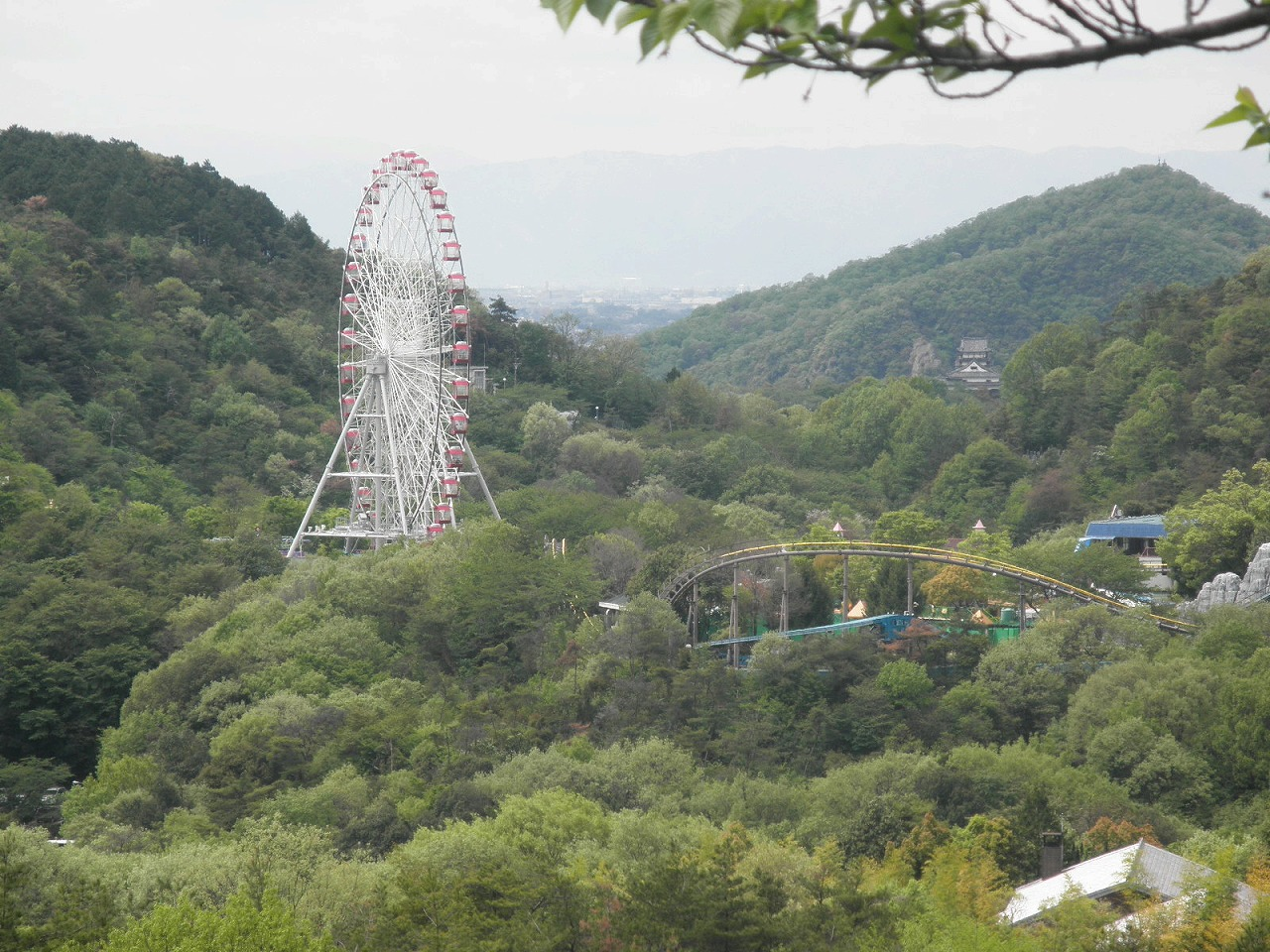
山上展望台から犬山城を望む（2011年4月）
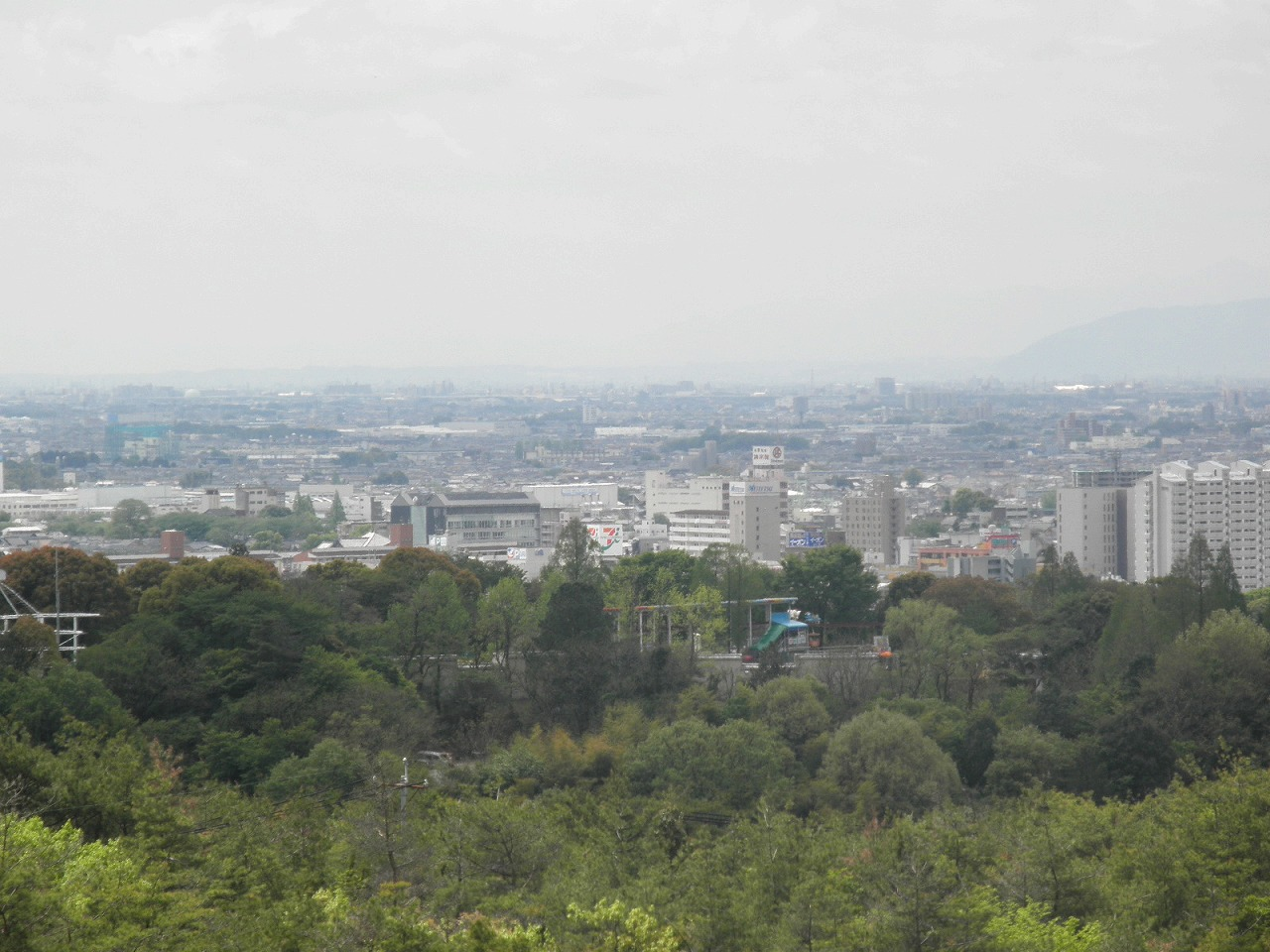
山上展望台から眺めた南濃の山並み（2011年4月）

庫裡事務所から山上の本堂・随求堂まで、スロープカーが2010年6月より運行されている。利用には片道200円以上の志納金を納めることになっている。

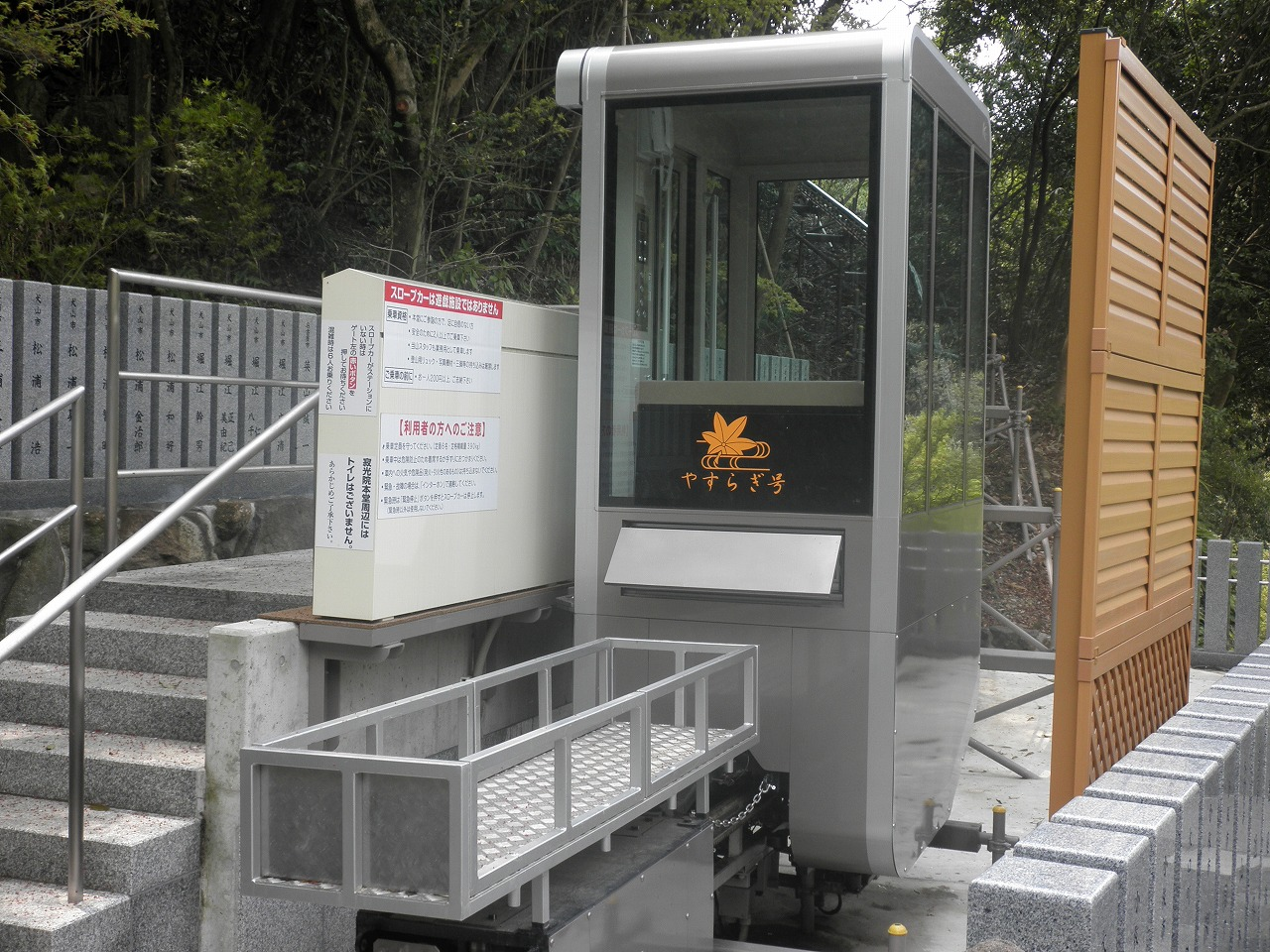
山麓乗降場（2011年4月）
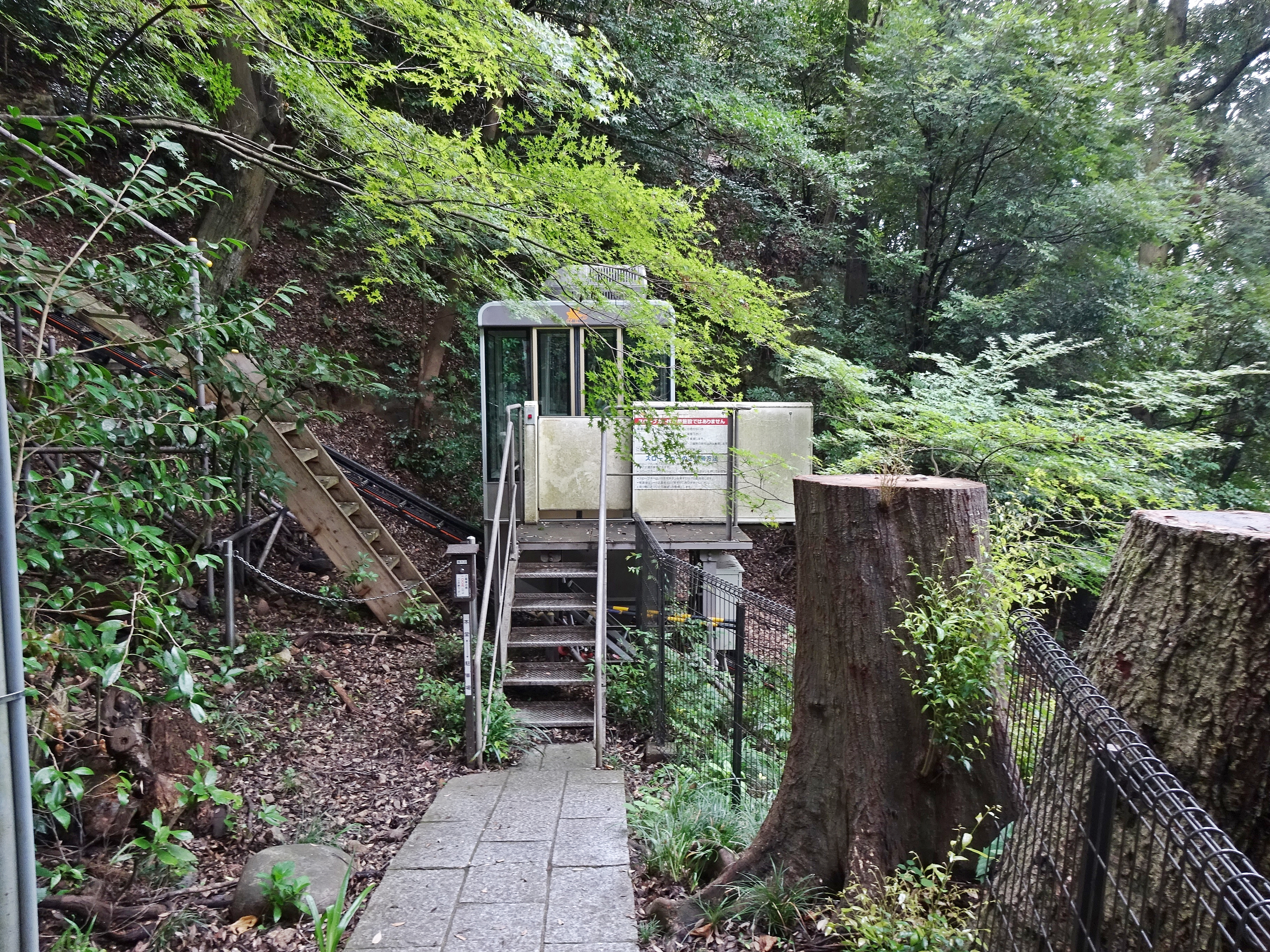
不動堂の前にある中間乗降場
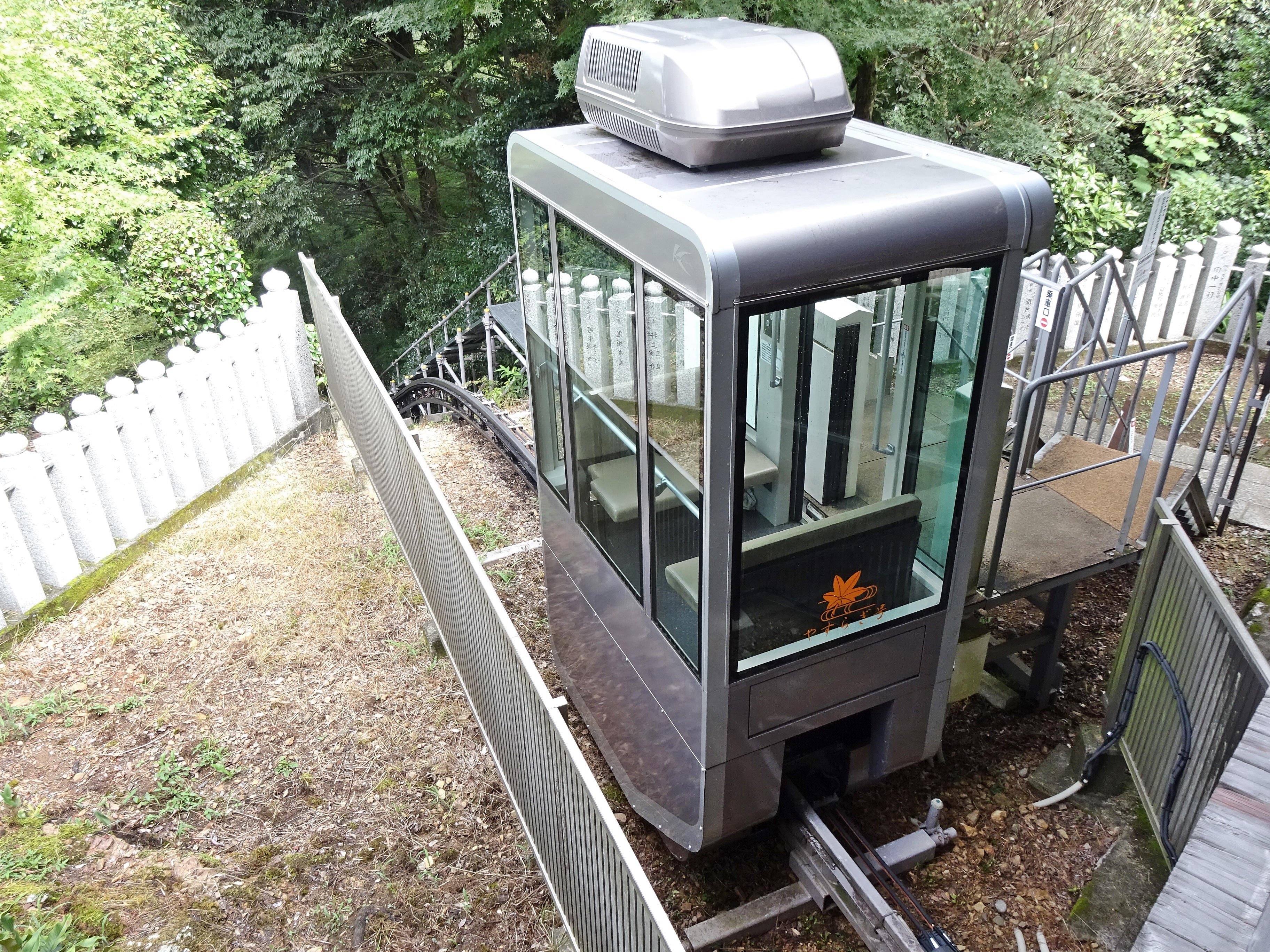
上部乗降場

## アクセス
- 名鉄犬山線犬山遊園駅タクシーで約5分。
- 名鉄犬山線・広見線・小牧線 犬山駅東口から犬山市コミュニティバス「栗栖富岡線」、「寂光院口」バス停下車（所要時間は約15分）。